# Amazon DocumentDB
Amazon DocumentDB es un servicio de base de datos NoSQL propietario administrado que admite estructuras de datos de documentos y tiene compatibilidad limitada con las cargas de trabajo de MongoDB, con certeza compatibilidad con la versión 3.6 de MongoDB (publicada por MongoDB en 2017) y la versión 4.0 (publicada por MongoDB en 2018). Como base de datos de documentos, Amazon DocumentDB puede almacenar, consultar e indexar datos JSON. Está disponible en Amazon Web Services.

## Principales características
Una base de datos de documentos almacena de forma nativa datos JSON. DocumentDB proporciona búsquedas de documentos individuales, escaneos de índices, consultas de expresiones regulares y agregaciones. Puede crear índices de un solo campo, compuestos y de varias claves para mejorar el rendimiento de los patrones de consulta. Las lecturas de los índices en la instancia principal son consistentes de lectura tras escritura y los usuarios pueden eliminar o crear nuevos índices en cualquier momento.
DocumentDB fue una mejora del sistema de base de datos relacional de Amazon Aurora, específicamente la edición compatible con PostgreSQL. Su arquitectura separa el almacenamiento y la computación para que cada capa se pueda escalar de forma independiente, aunque el sistema está limitado a un solo servidor principal grabable. Amazon DocumentDB, a través de Aurora PostgreSQL, utiliza el motor de almacenamiento de Aurora, creado originalmente para la base de datos relacional MySQL. Este motor de almacenamiento es distribuido, tolerante a fallas, autorreparable y duradero, y lo mantiene mediante la replicación de datos de seis maneras en tres zonas de disponibilidad (AZ) de AWS. Las bases de datos de Amazon DocumentDB no pueden abarcar regiones de AWS ni proveedores de la nube, ni Amazon DocumentDB puede ejecutarse en las instalaciones. El sistema puede admitir hasta 15 réplicas legibles de baja latencia y realiza copias de seguridad continuas de todos los cambios en Amazon S3.